# Ingeborg Håkansdotter
Ingeborg Håkansdotter (norska Ingebjørg Håkonsdatter), född 1301, död 17 juni 1361, var en norsk prinsessa och svensk-halländsk hertiginna och regent från 1318. Hon var dotter till Håkon Magnusson av Norge och drottning Eufemia. I sitt första äktenskap var hon gift med den svenske hertigen Erik Magnusson.  

## Biografi
Prinsessan Ingeborg var från ett års ålder (1302) förlovad med hertig Erik. När han krävde bröllop år 1308 vägrade dock kung Håkan att ge bort sin sjuåriga dotter eftersom han kommit att stödja brodern Birger i den svenska maktkampen ("Håtunaleken"); Erik förlovade sig då med Sofia av Mecklenburg-Werle (död 1339 och systerdotter till Erik Menved). Erik gjorde senare en pilgrimsfärd till Wien och upplöste därefter sin förlovning, varefter han återigen förlovade sig med Ingeborg. De gifte sig 1312 i Oslo.
Efter Eriks död i Nyköpings gästabud fick Ingeborg Varbergs slott som residens samt Axvalls slott och län i Västergötland samt Hunehals söder om Kungsbacka. Hennes son, den omyndige Magnus Eriksson som 1319 både blev kung av Norge och Sverige, fick växa upp på Varbergs slott under hennes överinseende. 
På Varbergs slott omgav hon sig med ett hov med hertig Eriks tidigare medhjälpare, bland annat dansken Knut Porse, som hon gifte sig med den 21 juni 1327. Han avled dock redan 1330. I sitt äktenskap med Knut fick hon två pojkar, som båda dog i digerdöden 1350. Efter sönernas död ärvde hon hertigdömet Halland.
Barn med hertig Erik Magnusson:
1. Magnus Eriksson (1316–1374), kung av Sverige 1319–1364 och av Norge 1319–1355
2. Eufemia Eriksdotter (1317–1363/1370), gift med hertig Albrekt II av Mecklenburg (1318–1379), far till senare kung Albrekt av Sverige

Barn med Knut Porse:
1. Håkan (död 1350), halländsk hertig
2. Knut (död 1350), halländsk hertig

## Politisk roll
Vid makens fängslande intog Ingeborg med sin kusin och svägerska Ingeborg Eriksdotter av Norge roller som ledare för deras makar hertigarnas parti. Den 16 april 1318 slöts ett fördrag i Kalmar mellan de två "hertiginnorna Ingeborg" och den danske hertigen Kristoffer av Halland-Samsø och ärkebiskop Esger i Lund, där hertiginnorna som sina makars representanter lovade att deras makar skulle hålla de löften som sattes som villkor om Kristoffer och biskopen hjälpte makarna från fångenskapen och inte slöt fred med kungarna Erik av Danmark eller Birger av Sverige utan deras tillstånd. I samma veva avled emellertid båda hertigarna i fängelset och kusinerna blev änkor.
Källorna 1318–1321 visar att de svenska stormännen utnyttjade den unga änkehertiginnan och kungamodern Ingeborg Håkansdotter genom att låta henne som regent ensam och under eget sigill utfärda en rad gåvo- och förläningsbrev åt dem som kompensation för deras stöd för de mördade hertigarna Erik och Valdemar och för lille Magnus Erikssons tronanspråk. Hennes titel under denna tid var "Ingeborg, av Guds nåde dotter till konung Håkon, hertiginna i Svearike". Hon kallades ibland även "svearnas hertiginna".
Vid morfaderns död 1319 hade Magnus formellt blivit Norges kung, och samma år valdes han på Mora äng också till kung av Sverige, varigenom en personalunion mellan Sverige och Norge bildades. Den svenska tronen hade varit vakant sedan kung Birgers avsättning året innan. Förmyndarstyrelsen som bildades i Sverige för treårige Magnus 1319 stod hans mor hertiginnan Ingeborg redan i spetsen för. Hon avlägsnades därifrån först 1322.
Ingeborgs ställning är svår att definiera på grund av ofullständiga dokument. Sonen Magnus valdes till kung av Sverige med det norska riksrådets godkännande i hennes närvaro. Ingeborg var den enda som satt i både det norska och det svenska riksrådet. Mats Kettilmundsson beskrivs som förmyndarrådets ordförande tillsammans med "de två hertiginnorna Ingeborg". Ingeborg Håkansdotter hade som morgongåva fått slottet och länet Axvall, och ärvde hertigdömet Halland, samt en stor mängd strategiska borgar, län och förläningar i Västergötland, Värmland, Halland och Bohuslän. Hon regerade självständigt inom sina förläningar och bedrev där sin egen politik. Hon bedrev även rikspolitik och kom i konflikt med de svenska och norska riksråden  på grund av en egen inrikes- och utrikespolitik i sonens namn utan att råden i Sverige eller Norge konsulterades eller underrättades, och likaledes för sitt sätt att fortsätta att använda sin sons kungasigill efter eget gottfinnande.  
1 oktober 1320 avskrev hon, i sitt namn på sin sons vägnar, staden Rigas skulder till framlidne maken, på villkor att även hans skulder till staden avskrevs. Hon var känd  för sitt sätt att belöna sina anhängare, och hade en maktbas bland Eriks tidigare anhängare: hon donerade summor till bland andra biskop Karl i Linköping och lagmännen Birger Persson i Uppland (Sankta Birgittas far) och Knut Magnusson i Västergötland.

## Gunstlingskritik
Ingeborg samlade unga utländska män omkring sig, av vilka Porse var den mest kända: dessa sades utöva inflytande över henne och hennes politik, och förorsakade henne mycket kritik från båda riksråden. Knut Porse hade slagits på maken Eriks sida och utnämnts till hövitsman på Varberg. 12 april 1321, med anledning av ett rykte om ett övergrepp som skulle ha begåtts av unga utlänningar inom Ingeborgs förläningar, uppmanade det svenska riksrådet det norska riksrådet att uppmana Ingeborg att lyssna mer på råd från de äldre erfarna männen i riksråden än att låta sin politik påverkas av unga oerfarna utländska män. I Sverige införde man senare med anledning av detta en lag som föreskrev av det svenska riksrådet skulle bestå endast av svenskar.

## Skåneaffären
Ingeborg och Porse avsåg att erövra danska Skåne. År 1321 arrangerade Ingeborg ett äktenskap mellan sin dotter Eufemia och Albreckt av Mecklenburg (det skulle inte fullbordas förrän 1336). I äktenskapskontraktet föreskrevs att Mecklenburg, Sachsen, Holstein, Rendsburg och Schleswig skulle assistera Sverige i erövringen av Skåne. Förhandlingen hemlighölls för det svenska riksrådet. Dokumentet undertecknades av Ingeborg och Porse och accepterades av norska riksrådet, men svenska rådet vägrade, förutom en splittrat undertecknande av tio av hennes anhängare. Ingeborg finansierade invasionen av Skåne med ett lån från Stralsund, där hon beviljade staden tullfrihet till Sverige och Norge som säkerhet. 1322 invaderade Porse Skåne. Mecklenburg svek dock fördraget och ställde sig på Danmarks sida, och erövringen misslyckades 1323.

## Konflikt med råden och begränsning av makten
1322 utbröt öppen konflikt mellan Ingeborg och det svenska riksrådet. Riksrådet kom 1322 överens om att ingen i fortsättningen fick godkänna någon av Ingeborgs åtgärder utan en allmän omröstning, och att alla överenskommelser som hittills gjorts var annullerade. 1323 tvingades Ingeborg godkänna detta och avstå från en rad viktiga borgar. 20 februari 1323 hade även det norska riksrådet kommit i opposition mot Ingeborg. Vid ett ting klagades över missbruk av det kungliga sigillet, bruten fred med Danmark och ökade avgifter. Erling Vidkunsson utsågs till regent. Detta innebar inte att Ingeborg förlorat alla befogenheter, men i fortsättningen kunde hennes beslut endast verkställas med enhälligt godkännande från råden. 20 september 1324 fick norska riksrådet på order av Ingeborg i Magnus namn att utreda en tvist om en kunglig jordegendom, som kyrkan hävdade hade blivit donerad till kyrkan: Ingeborg avgjorde då tvisten.

## Avsatt i Sverige
14 februari 1326 i Skara slöts ett fördrag mellan Ingeborg och svenska riksrådet som reglerade hennes ställning i Sverige. Hon fick avträda Axvalls slottslän, Värmland, fem strategiska borgar i Västergötland och slottet Hunehals i Halland till kungen samt sända Porse i exil. I gengäld skulle hon få det strategiskt mindre betydelsefulla Dåvö och sina skulder betalda. Efter detta hade hon inga som helst politiska befogenheter i Sverige. I Norge hade hon fortfarande en viss ställning. Freden i Kungälv mellan Norge och Sønderjylland 14 juni 1327 undertecknades av Magnus, Ingeborg, biskopen av Oslo, Erling Vidkunsson samt fem riddare och sex väpnare av riksrådet, vilket beskrevs som nödvändigt för att dokumentet skulle vara giltigt. Efter sitt andra giftermål samma år blev hon dock avsatt från sin politiska post även i Norge.

## Senare liv
Ingeborg var fortfarande lokalt mäktig tack vare sina förläningar. Efter andre makens död 1330 levde hon återigen nära sonen kung Magnus, men det är okänt i vilken grad hon hade inflytande över hans politik. 1336 välkomnade hon sin dotter Eufemia med maken Albrekt II av Mecklenburg, samt Rudolf av Sachsen och Henrik av Holstein till Kalmar med egen flotta inför Magnus kröning i Stockholm. 1341 utbröt ett krig i Danmark med Ingeborg och grevarna Henrik och Claus av Holstein, å ena sidan, mot Valdemar av Schleswig, Johan av Holstein och Hansan, vilken slutade med att Magnus slöt en fred där han hotade med mer krig om Valdemar inte fullföljde vad han lovat Ingeborg i fredstraktaten – inte mycket mer är känt om detta. 1350 blev Ingeborg regerande hertiginna av Halland efter sina söner med Porse.